# Umgebindehaus-Radweg
Die Radroute Oberlausitzer Umgebindehäuser ist ein rund 108 Kilometer langer Fernradweg der südlichen Oberlausitz. Er führt durch eine von Umgebindehäusern geprägte Landschaft von Rodewitz/Spree über das Lausitzer Bergland und Zittauer Gebirge bis nach Zittau.
Abzweigend vom Spreeradweg verläuft er über einen Radweg auf der ehemaligen Bahntrasse bis Löbau. Bis Löbau ist der Weg durchgängig asphaltiert. Im Süden Löbaus führt er Richtung Nieder- und Obercunnersdorf teilweise auf unasphaltiertem aber gut zu fahrendem Grund.
Der Radweg ist aufgrund der Steigungen und dem Überwinden von Hügeln von mittlerem Anspruch, aber durchaus auch für Kinder geeignet. Die größten Höhenunterschiede sind im Zittauer Gebirge zu überwinden.

## Sehenswertes
- Cunewalde: Umgebindehaus-Park Cunewalde, Dorfkirche Cunewalde, Czorneboh mit Baude und Turm, Bieleboh mit Baude und Turm, Polenzpark (Schlosspark Cunewalde)
- Löbau: historischer Stadtkern, Löbauer Berg mit Baude und Turm
- Walddorf: Kottmar mit Spreequelle und Sagenpfad, Baude, Turm und Skischanze
- Obercunnersdorf: Denkmalsort mit einer Vielzahl von Umgebindehäusern, Kirche, Heimatstube, »Schunkelhaus«
- Herrnhut: Entstehungsort und Zentrum der Herrnhuter Brüdergemeine, Völkerkundemuseum, Heimatmuseum, Gottesacker, zahlreiche Bauten aus der Gründungszeit (18. Jh.)
- Oderwitz: Rodelbahn, 3 Bockwindmühlen
- Eibau: Faktorenhof mit Heimat- und Humboldt-Museum; Beckenberg mit Baude
- Hainewalde: barocke Dorfkirche, Kanitz-Kyawsche Gruftkapelle (1715)
- Großschönau: Deutsches Damast- und Frottiermuseum, Motorrad-Veteranen und Technik-Museum, Familienpark »Trixi«
- Waltersdorf: Volkskunde- und Mühlenmuseum, Dorfkirche mit einzigartiger Tamitiusorgel, Schauwerkstatt »Oberlausitzer Souvenir«, Manufaktur – Herstellung feinster Miniaturfiguren aus Zinn, Denkmal- und Naturlehrpfad, Lauschemoor
- Kurort Jonsdorf: Weberstube, Waldbühne, Naturpfad durch Mühlsteinbrüche, Freizeit- und Eissportzentrum, Voliere, Kurparkanlage, Schmetterlingshaus
- Olbersdorf: Freizeitoase Olbersdorfer See und Westpark-Center
- Zittau: Städtisches Museum (im ehem. Franziskanerkloster), historisches Stadtzentrum, Großes Zittauer Fastentuch (in der Kirche zum Hl. Kreuz), Tierpark, Schmalspurbahn Zittau–Kurort Oybin